# Ртутно-марганцевая звезда
Рту́тно-ма́рганцевая звезда́ — звезда, в спектре которой присутствуют линии поглощения однократно ионизированных атомов ртути Hg II (398,4 нм) и марганца Mn II (420,6 и 432,6 нм).
Ртутно-марганцевые звёзды принадлежат к спектральным классам B8 и B9, но имеют две яркие особенности:
- избыток в атмосфере таких элементов, как P, Mn, Ga, Sr, Y, Zr, Pt, Hg;
- отсутствие сильного магнитного поля.

Впервые сильные линии Mn II в звёздном спектре были обнаружены Морганом в 1933 году.

## Примеры
К ртутно-марганцевым звёздам относятся (в скобках указан спектральный класс):
- α And (B8IVmnp)
- γ Crv (B8III)
- 20 Tau (B8III),
- χ Lup (B9IV),
- γ CMa (B8II),
- φ Her (B9mnp).